# آیلا فیشر
آیلا لانگ فیشر (انگلیسی: Isla Lang Fisher؛ زادهٔ ۳ فوریه ۱۹۷۶) بازیگر استرالیایی است. او در عمان از پدر و مادری اسکاتلندی به دنیا آمد. این خانواده در دوران کودکی‌اش به استرالیا نقل مکان کردند. او پس از آن در آگهی‌های تلویزیونی حضور پیدا کرد و با بازی در مجموعهٔ استرالیایی خانه و دوری (۱۹۹۴–۱۹۹۷) به شهرت رسید و نامزد دو جایزه لوگی شد.
فیشر با بازی در نقش مکمل در فیلم فانتزی اسکوبی-دو (۲۰۰۲) به هالیوود رفت و از آن زمان در فیلم‌هایی مانند مهمانان ناخوانده عروسی (۲۰۰۵)، اعترافات یک معتاد به خرید (۲۰۰۹)، زنان ازدواج‌نکرده (۲۰۱۲)، گتسبی بزرگ (۲۰۱۳)، اکنون مرا می‌بینی (۲۰۱۳) و حیوانات شب‌زی (۲۰۱۶) ایفای نقش کرد.
فیشر در فصل‌های چهارم و پنجم سیت‌کام پرورش شکست‌خورده (۲۰۱۳–۲۰۱۹) نقش تکرارکننده‌ای داشت و از سال ۲۰۲۲ در سریال کمدی گرگ مثل من بازی کرد. او دو رمان داستانی نوجوانان و مجموعه کتاب Marge in Charge را تألیف کرده است. او در سال ۲۰۱۰ با کمدین انگلیسی ساشا بارون کوهن ازدواج کرد که از او سه فرزند دارد. آن‌ها در سال ۲۰۲۴ طلاق گرفتند.

## زندگی شخصی

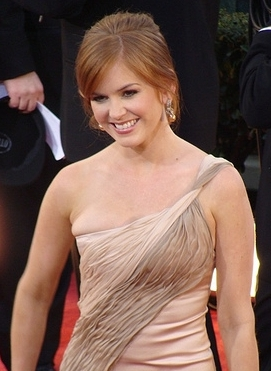
آیلا لانگ فیشر در سال ۲۰۰۹

در سال ۲۰۰۱ فیشر کمدین و بازیگر انگلیسی ساشا بارون کوهن را در یک مهمانی در سیدنی ملاقات کرد. آن‌ها در سال ۲۰۰۴ نامزد شدند و در ۱۵ مارس ۲۰۱۰ در یک مراسم یهودی در پاریس ازدواج کردند. فیشر پیش از ازدواج به مذهب یهودیت بارون کوهن گروید. او پس از سه سال مطالعه، در اوایل سال ۲۰۰۷ تغییر مذهب خود را به پایان رساند. آن‌ها دارای سه فرزند هستند که در سال‌های ۲۰۰۷، ۲۰۱۰ و ۲۰۱۵ به دنیا آمدند. آن‌ها در سیدنی زندگی می‌کردند و قبلاً به لس آنجلس و لندن می‌آمدند. در ۵ آوریل ۲۰۲۴، فیشر اعلام کرد که او و کوهن تصمیم گرفته‌اند به ازدواج ۱۳ ساله خود پایان دهند و در پایان سال ۲۰۲۳ از هم جدا شدند. طلاق آن‌ها در سال ۲۰۲۴ نهایی شد.
فیشر خود را فمینیست می‌داند.

## فیلم‌شناسی
| سال  | نام فیلم                  | نقش                | نکته            |
| ---- | ------------------------- | ------------------ | --------------- |
| ۱۹۹۷ | Bum Magnet                | اِما                | فیلم کوتاه      |
| ۱۹۹۸ | Furnished Room            | جنی                | فیلم کوتاه      |
| ۲۰۰۰ | Out of Depth              | دختر استرالیائی    |                 |
| ۲۰۰۱ | استخر                     | کیم                |                 |
| ۲۰۰۲ | Dog Days                  | بیانسه             |                 |
| ۲۰۰۲ | اسکوبی-دو                 | مری جین            |                 |
| ۲۰۰۳ | The Wannabes              | کریستی             |                 |
| ۲۰۰۳ | Dallas 362                | Redhead            |                 |
| ۲۰۰۴ | قلب من هاکبی              | Heather            |                 |
| ۲۰۰۵ | مهمانان ناخوانده عروسی    | گلوریا کلری        |                 |
| ۲۰۰۵ | لندن                      | ربکا               |                 |
| ۲۰۰۶ | Wedding Daze              | کتی                |                 |
| ۲۰۰۷ | مراقب                     | لوولی              |                 |
| ۲۰۰۷ | هات راد                   | Denise             |                 |
| ۲۰۰۸ | قطعاً، شاید                | April              |                 |
| ۲۰۰۸ | هورتون صدایی می‌شنود       | Dr. Mary Lou Larue | صدا پیشه        |
| ۲۰۰۹ | اعترافات یک معتاد به خرید | ربکا بلوم وود      |                 |
| ۲۰۱۰ | برک و هیر                 | جینی هاوکینز       |                 |
| ۲۰۱۱ | رنگو                      | لوبیا              | صدا پیشه        |
| ۲۰۱۲ | زنان ازدواج‌نکرده          | کتی                |                 |
| ۲۰۱۲ | ظهور نگهبانان             | Tooth Fairy        | صدا پیشه        |
| ۲۰۱۳ | گتسبی بزرگ                | Myrtle Wilson      |                 |
| ۲۰۱۳ | اکنون مرا می‌بینی          | هنلی ریوز          |                 |
| ۲۰۱۳ | زندگی تبهکاری             | ملانی رالستون      |                 |
| ۲۰۱۵ | Visions                   | Eveleigh           |                 |
| ۲۰۱۵ | Klovn Forever             | خودش               | Cameo           |
| ۲۰۱۶ | گریمزبی                   | جودی فیگز          |                 |
| ۲۰۱۶ | چشم‌وهم‌چشمی                | کارن گافنی         | Post-production |
| ۲۰۱۶ | حیوانات شب‌زی              | لورا هاستینگز      |                 |
| ۲۰۱۸ | تگ (فیلم ۲۰۱۸)            | آنا مالوی          |                 |
| ۲۰۱۹ | بطری ساحلی                | مینی               |                 |
| ۲۰۱۹ | طمع                       | سامانتا            |                 |
| ۲۰۲۰ | روح سرخوش                 | روث کاندومین       |                 |
| ۲۰۲۰ | مادرخوانده                | مک‌کنزی والش        |                 |
| ۲۰۲۱ | بازگشت به اوت‌بک           | مدی                | صداپیشه         |
| ۲۰۲۳ | ولگردها                   | مگی                | صداپیشه         |
| ۲۰۲۵ | مرد سگی                   |                    | صداپیشه         |